# Leif Erikson
Leif Erikson, nordijski viking. Prvi Evropejec, ki je stopil na tla S. Amerike

## Življenjepis
Leif Erikson je bil sin Erika Rdečega. Okoli leta 1000 je odkril Ameriko (področje Nove Anglije, Labradorja in Nove Fundlandije) in novo odkrito deželo poimenoval Vinlandija.